# Planetenweg

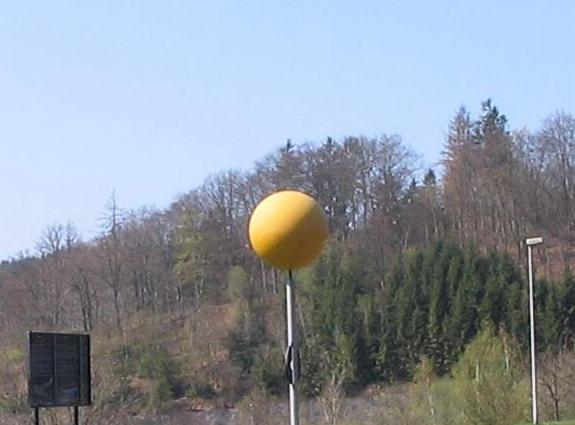
Die Sonne an der Primstalsperre

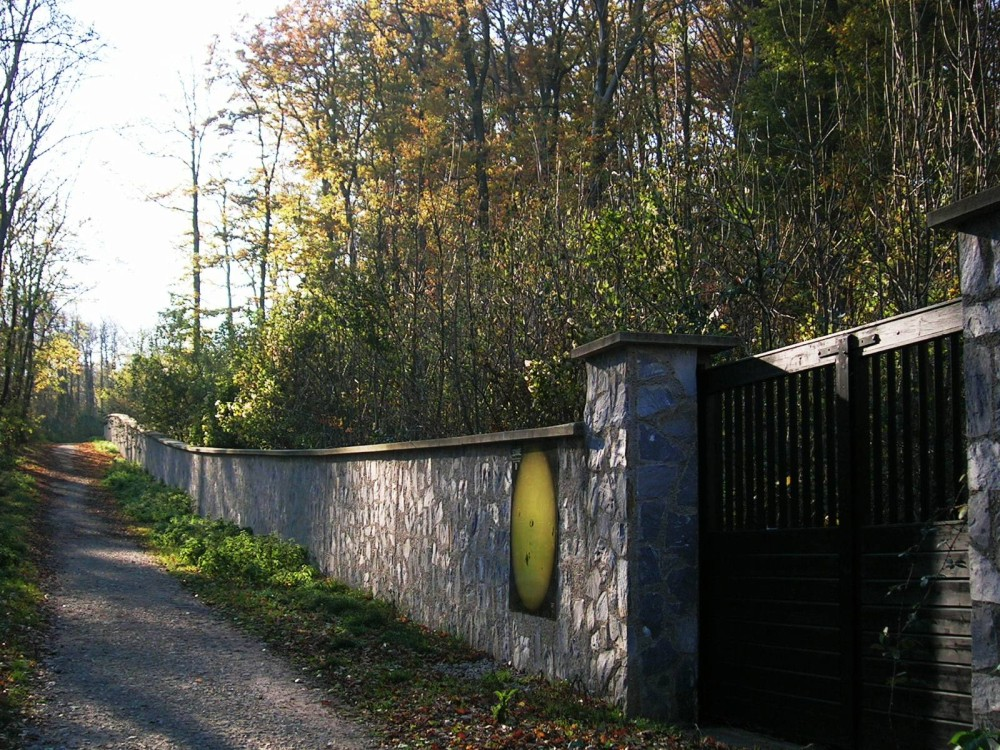
Beginn des Planetenwegs Wien entlang der Mauer des Lainzer Tiergartens

Ein Planetenweg ist ein Lehrpfad, bei dem entlang der Wanderstrecke ein verkleinertes Modell des Sonnensystems realisiert wird.
Gewöhnlich werden die Planeten sowie die Sonne maßstabsgetreu in Größe und Abstand entlang der Strecke aufgestellt bzw. auf Tafeln dargestellt. Beim häufig verwendeten „planetaren Maßstab“ 1:1 Milliarde (Sonne hat Durchmesser 1,4 m, Erde 13 mm) befindet sich der äußerste Planet Neptun in knapp 4,5 Kilometer Abstand zur Sonne. Ist der Zwergplanet Pluto mit dabei, der bis 2006 als vollwertiger Planet galt, erstreckt sich der Planetenweg über fast 6 Kilometer. Der nächste Stern, Proxima Centauri, wäre dann über 40.000 km entfernt, was dem Erdumfang entspricht.
Zu Sonne und Planeten gibt es meist Informationstafeln mit Daten zu Größe, Beschaffenheit und Bahn. Die Planeten selbst werden auf verschiedene Weise dargestellt: als Kugeln aus Metall, Stein, Holz oder Glas, als Scheiben, Aushöhlungen oder Reliefs, häufig auch als Fotos auf Schautafeln, ergänzt um einen kleinen Kreis im richtigen Maßstab.

## Allgemeines

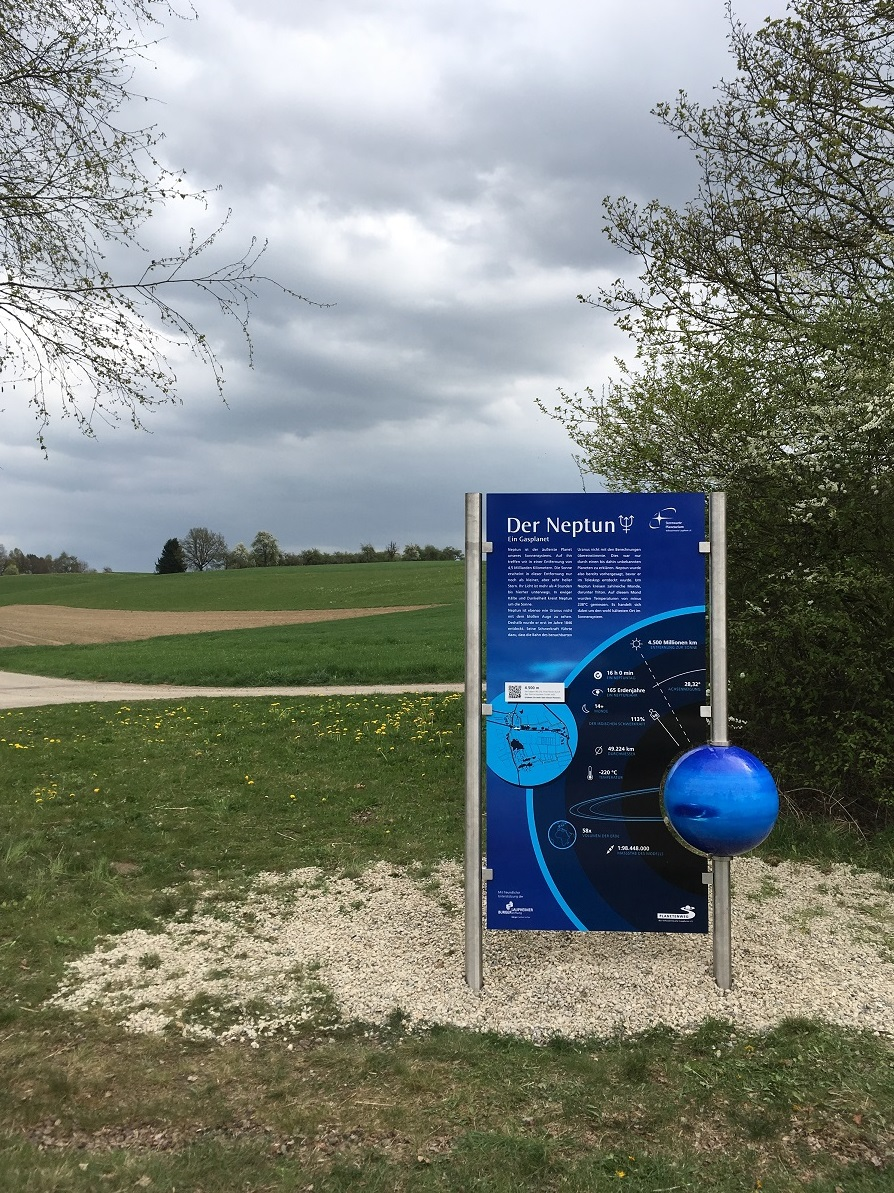
Station „Neptun“ des Laupheimer Planetenwegs (Volkssternwarte Laupheim e. V.)

Attraktiv sind Planetenwege aufgrund der Möglichkeit, sich neben der sportlichen Betätigung auch geistig durch die Informationstafeln anzuregen. Die quasi natürliche Einteilung der gesamten Strecke in die Planetenabstände vermittelt darüber hinaus einen greifbaren Eindruck der Dimensionen im Sonnensystem – mit zunehmendem Abstand zur Sonne wird auch der Abstand der Planeten untereinander größer, daher nehmen die Wanderzeiten zwischen zwei Planeten nach außen hin stark zu. Sind es von der Sonne über Merkur und Venus zur Erde insgesamt nur 150 Meter, hat der Wanderer zwischen den benachbarten Planeten Jupiter und Saturn fast 700 Meter zurückzulegen. Auch die maßstäblichen Planetenmodelle vermitteln Größenverhältnisse. Im Maßstab 1:1 Milliarde ist die Erde eine blaue Murmel von knapp 13 mm Durchmesser, während der größte Planet Jupiter fast 15 cm groß ist und der Sonnenball mit etwa 1,4 Meter Durchmesser alle anderen Himmelskörper sichtlich dominiert. Steht man am Erdmodell und hat das Sonnenmodell im Blick, kann man dessen scheinbare Größe mit der der wirklichen Sonne am Himmel vergleichen (auf Augenschutz achten!) und sich so von der Richtigkeit des Maßstabes überzeugen.
Abmessungen im Maßstab 1:1,4 Milliarden sind unter Modell des Sonnensystems aufgeführt.

## Beispiele
| Vergleiche    | Vergleiche | Vergleiche  | Vergleiche |        |      |                     |
| Himmelskörper | Symbol     | Bad Nauheim | Dorsten    | Zagreb | Bonn | Sweden Solar System |
| ------------- | ---------- | ----------- | ---------- | ------ | ---- | ------------------- |
| Sonne         |            |             |            |        |      |                     |
| Merkur        | ☿          | Merkur      |            |        |      |                     |
| Venus         | ♀          | Venus       |            |        |      |                     |
| Erde          | ♁          | Erde        |            |        |      |                     |
| Mars          | ♂          | Mars        |            |        |      |                     |
| Jupiter       | ♃          | Jupiter     |            |        |      |                     |
| Saturn        | ♄          | Saturn      |            |        |      |                     |
| Uranus        | ♅          | Uranus      |            |        |      |                     |
| Neptun        | ♆          | Neptun      |            |        |      |                     |

## Liste von Planetenwegen
Reihung: D-A-CH, dann alphabetisch andere Länder.

### Deutschland
Die Koordinaten geben immer den Startpunkt „Sonne“ an.

#### Baden-Württemberg
| Bezeichnung | Bild | Ort | Maßstab | Errichtung Einweihung | Weitere Informationen |
| ----------- | ---- | --- | ------- | --------------------- | --------------------- |

- Aichwald: Planetenweg mit Startpunkt am Jugendhaus in Aichwald-Schanbach, Rundweg über 4,3 km, Maßstab 1:2 Mrd.[1]
- Bad Liebenzell: Planetenlehrpfad im Kurpark
- Crailsheim: von der Villa am Kreckelberg 2,2 km bis in den Schönebürgwald; Maßstab 1:2,2 Mrd.; Die Holzstelen mit den Planeten sind nachts beleuchtet; 49° 8′ 43,4″ N, 10° 4′ 47,5″ O
- Donzdorf: Vom Schlossgarten bis Lauterstein. Maßstab 1:1 Mrd.; Simulation einer Mondfinsternis
- Durmersheim (Baden), PAMINA-Planetenweg; Maßstab 1:1 Mrd.; Führt von Durmersheim durch die Rheinauen bis nach Mothern im Elsass. Angebunden an PAMINA-Rheinpark Wegenetz entlang des Rheins, auch gut für Fahrradtour geeignet.; 48° 55′ 56,2″ N, 8° 16′ 17,3″ O

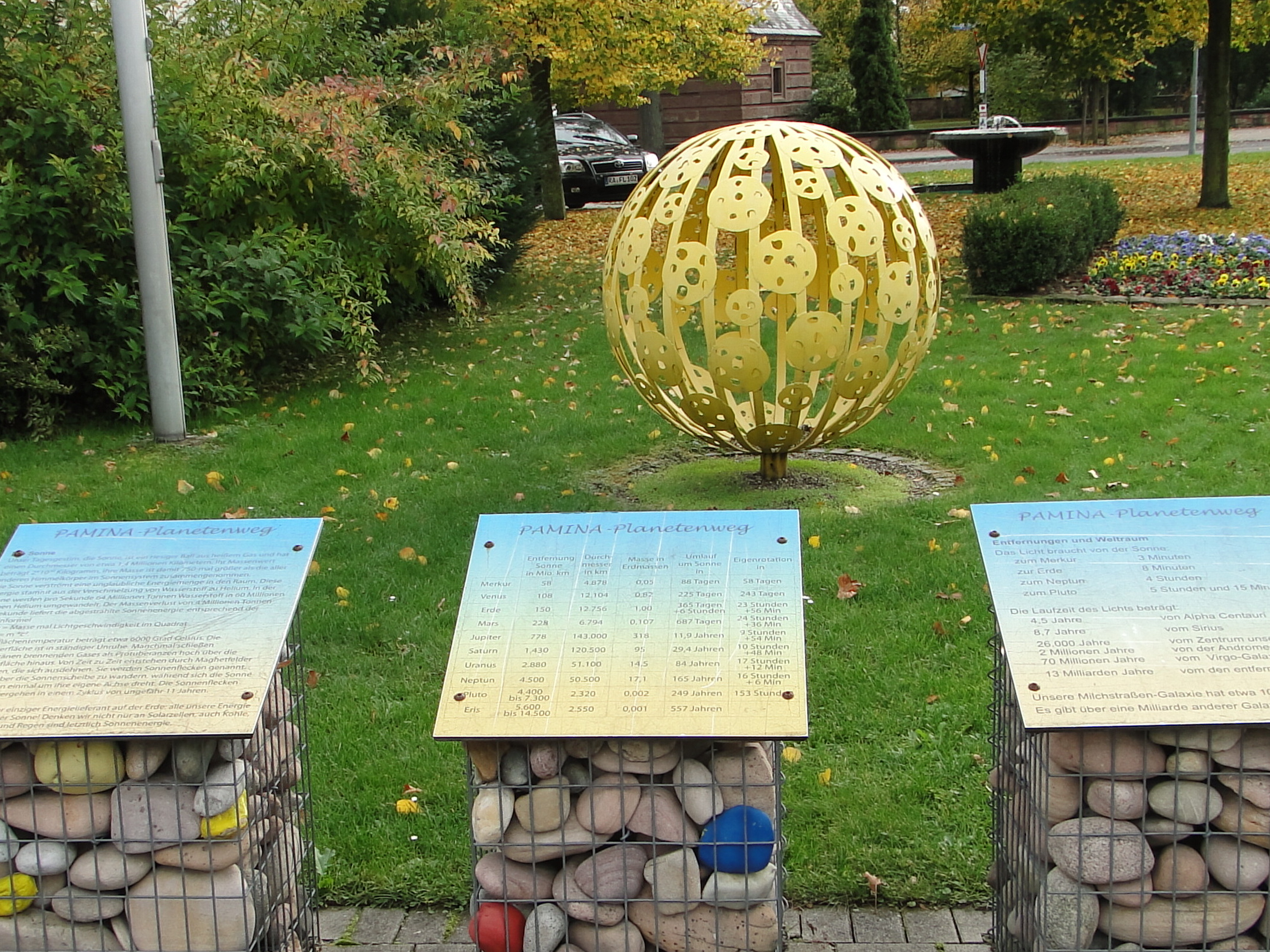
Sonnenmodell mit Informations-Gabionen am Rathaus Durmersheim

- Engen: Vom Hegaublick zur Kirche, die goldene Kugel auf der Kirchturmspitze stellt die Sonne dar; Maßstab 1:1 Mrd.; Besonderheit: Von jedem Planeten aus sieht man die Sonne.[2]
- Gomadingen: vom Fuß des Sternbergs 9,8 km durch das Große Lautertal; Maßstab 1:1 Mrd.
- Gondelsheim: vom Rathaus bis zur Kraichgau-Sternwarte Gondelsheim; Maßstab 1:4 Mrd.
- Heidelberg: auf dem Gelände des Max-Planck-Instituts für Astronomie und der Landessternwarte Heidelberg-Königstuhl
- Königsfeld: Maßstab 1:1.392.000.000, Sonne bis Pluto ca. 4,2 km 48° 8′ 15,6″ N, 8° 25′ 27″ O[3]
- Konstanz: Von der Konstanzer Bodensee-Therme führt der Planetenweg Nord nach Süden über eine Länge von sechs Kilometern durch Konstanz und Kreuzlingen zu Planetarium und Sternwarte Kreuzlingen in Kreuzlingen-Bernrain, wo er gemeinsam mit dem Planetenweg Süd endet; Maßstab 1:1 Mrd.[4]
- Laupheim: Rundweg mit Beginn und Ende am Planetarium Laupheim (Milchstraße 1); Gesamtlänge 5,4 km; Maßstab 1:1 Mrd. – mit Audioguide für Kinder und Erwachsene (QR-Code); 48° 13′ 9,2″ N, 9° 53′ 2,4″ O
- Ludwigsburg: Planetenweg der Grünen Nachbarschaft von Ludwigsburg bis Bietigheim-Bissingen; Maßstab 1:1 Mrd.[5]
- Mannheim: Planetenallee auf dem Mittelstreifen der Augustaanlage vom Benz-Denkmal bis zum Planetarium; Sonne bis Neptun, Länge ca. 1000 m, Maßstab 1:4,5 Mrd.[6]
- March (Breisgau)
- Oberkochen: vom Rathaus ca. 6 km zum Volkmarsbergturm; Sonne bis Kuipergürtel; Maßstab 1:1 Mrd.
- Pfullendorf: im Seepark Linzgau; Maßstab 1:1,4 Mrd.; 47° 55′ 52,2″ N, 9° 14′ 9,6″ O
- Sachsenheim: Sachsenheimer Planetenweg Gemarkung Sachsenheim; Maßstab 1:333 Mio., Gesamtlänge 29 km[7]
- Schwaigern: Planetenweg Schwaigern; Maßstab 1:7 Mrd., Gesamtlänge 600 m[8]
- Weikersheim: auf dem Karlsberg vorbei an der Sternwarte Weikersheim; Maßstab 1:1 Mrd.; 49° 29′ 28,1″ N, 9° 54′ 5″ O
- Weil der Stadt: Maßstab 1:557 Mio.; Johannes-Kepler-Planetenweg[9]; Sonne bis Neptun; ca. 10,1 km; 48° 45′ 4,4″ N, 8° 52′ 17,9″ O
- Welzheim: Maßstab 1:2,25 Mrd.; Sonne bis Neptun; ca. 2 km
- Winterlingen: Maßstab 1:1 Mrd.; Atommodell im Maßstab 120 Mrd.:1; Zeitpfad zum „Urknall“ im Maßstab 1 Meter:10 Mrd. Jahre[10]

#### Bayern
| Bezeichnung | Bild | Ort | Maßstab | Errichtung Einweihung | Weitere Informationen |
| ----------- | ---- | --- | ------- | --------------------- | --------------------- |

- Bad Füssing: Planetenmaßstab 1:1 Mrd., die Sonne befindet sich wenige Meter nordöstlich der Kreuzung Kurallee/Goethestraße; eine Besonderheit ist, dass man vom letzten Planeten Neptun auf der Höhenburg Burg Obernberg im österreichischen Obernberg am Inn auf die Standorte einzelner Planeten zurückblicken und sich somit die Entfernungen vor Augen führen kann.[11] 48° 21′ 9″ N, 13° 19′ 2″ O
- Bad Kötzting: die Sonne ist im Kurpark, der Weg;[12] führt nach Wettzell zum Geodätischen Observatorium[13] Maßstab 1:1.286 Mrd.; 49° 10′ 14″ N, 12° 51′ 13″ O
- Bischbrunn: Planetenwanderweg der Grunddörfer: Von Bischbrunn über Steinmark und Esselbach zurück nach Bischbrunn[14]; Maßstab 1:959.032
- Bobengrün: Ein rund drei Kilometer langer Wanderweg im Naturpark Frankenwald. Er erstreckt sich vom Bobengrüner CVJM-Heim bis zum Wanderheim „Gerlaser Forsthaus“; Maßstab 1:1,817 Mrd.
- Buchenberg: Planeten-Rundweg in der Eschacher Wanderregion[15]; Entfernungsmaßstab und Planetenmaßstab 1:600 Mio., beginnend am Parkplatz Eschacher Weiher (47° 42′ 1,9″ N, 10° 11′ 25,5″ O)Saturnstation des CvL-Planetenwegs in der Eschacher Wanderregion

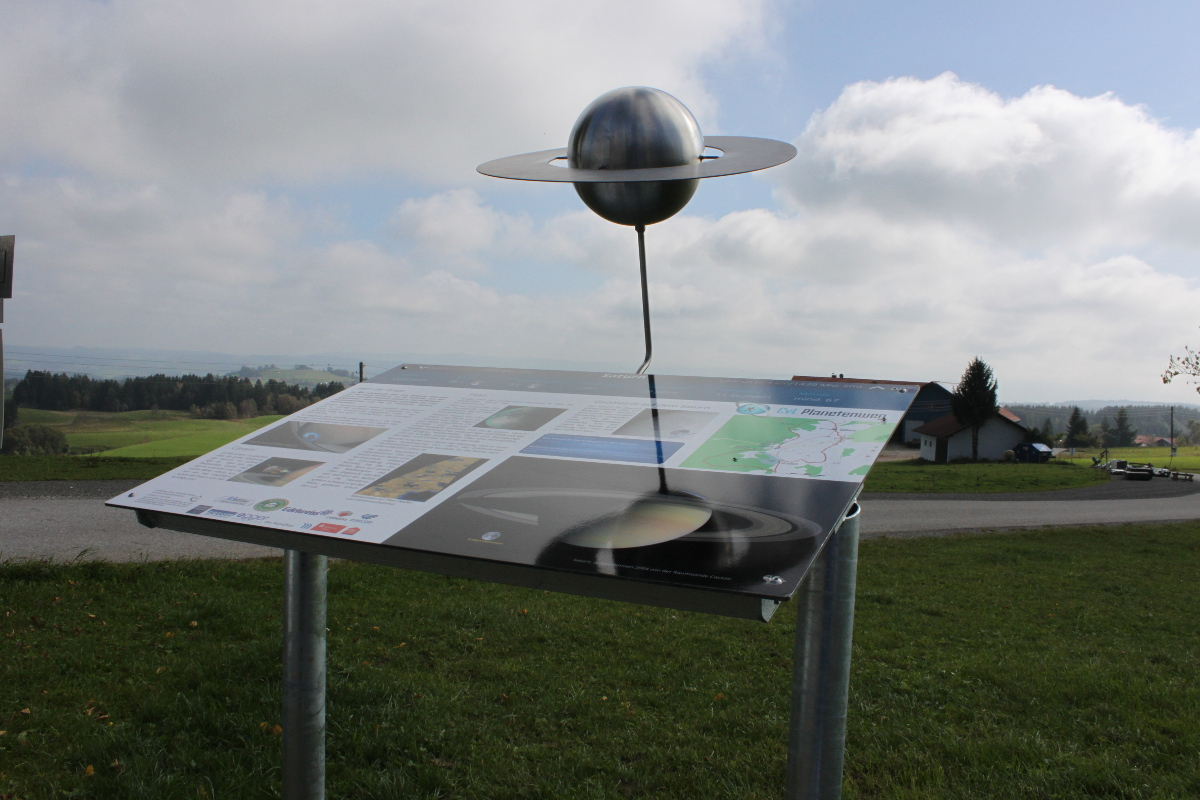
Saturnstation des CvL-Planetenwegs in der Eschacher Wanderregion

- Burgkirchen an der Alz: von Burgkirchen bis Margarethenberg; Maßstab 1:1 Mrd.
- Ebermannstadt: Zentrum an der Sternwarte Feuerstein[16]; Besonderheit: Hebegewichte; Maßstab 1:3 Mrd.; 49° 47′ 24,1″ N, 11° 7′ 58,6″ O
- Erlenbach am Main: Planetenradwanderweg „Untermain-Planetenweg“ entlang des Mains zwischen Erlenbach am Main und Kleinwallstadt; Maßstab 1:1 Mrd.
- Georgensgmünd: Radweg längs der ehemaligen Bahnstrecke von Georgensgmünd nach Spalt (7 km) im Maßstab 1 : 1 Mrd. Der Pluto ist am ehemaligen Bahnhof von Spalt, Darstellung der Erde mit Mond, alle Modelle sind maßstäblich dargestellt, teilweise hinter Glas; 49° 11′ 12″ N, 11° 0′ 56″ O
- Gochsheim: 3 km zwischen Sennfeld und Gochsheim; Maßstab der Distanzen: 1:1,5 Mrd.; Maßstab der Himmelskörper: 1:1 Mrd.; Planetenweg
- Gundremmingen: 3,5 km von der Grundschule Gundremmingen bis nach Offingen; Maßstab 1:1,74 Mrd.; 48° 30′ 2,8″ N, 10° 24′ 16,2″ O
- Igensdorf/Nürnberg: im „Kultur und Skulpturenpark“ direkt an der B2 Nürnberg–Bayreuth; unter der Leitung des internationalen Künstlers Dieter Erhard 2008 errichtet; eine Besonderheit ist der Pluto, der mittels einer Solarzelle nachts blau leuchtet
- Ingolstadt: Astronomiepark[17] direkt an der Donau bei der Konrad-Adenauer-Brücke in Ingolstadt; Planetenmaßstab 1:1 Mrd. – Entfernungsmaßstab 1:100 Mrd.
- Kaufbeuren: vom Rathaus in der Innenstadt bis zum Stadtteil Neugablonz; Maßstab 1:1,1 Mrd.; Länge 5,3 km[18]
- Landau an der Isar: Maßstab 1:1 Mrd.
- Landkreis Coburg und Landkreis Lichtenfels: Maßstab 1:850 Mio. Startpunkt des Planetenweges ist die Galgenhöhe in Untersiemau. Sonne, Merkur, Venus, Erde und Mars sind direkt in Untersiemau, Jupiter liegt an der Ortsgrenze. Saturn liegt zwischen den Ortschaften Großheirath und Birkach am Forst. Uranus liegt zwischen Zilgendorf und Tiefenroth. Neptun liegt neben Kloster Banz und Pluto vor Bad Staffelstein im Ort Unnersdorf. Der astronomische Lehrpfad wurde 1988 eröffnet[19] und war seinerzeit der erste in Deutschland.[20]
- Landsberg am Lech: von der Karolinenbrücke (Lechwehr) bis zum Parkplatz am Waldfriedhof, im Rahmen eines Schulprojektes gestaltet, Maßstab 1:1,7 Mrd., mit Infotafeln, bei jeder Planetenstation zusätzlich (zur besseren Sichtbarkeit) ein 7-fach vergrößertes Kugelmodell (Maßstab 1:240 Mio.)[21][22]
- Lauf an der Pegnitz: ab der Kunigundenschule in der Hardtstraße nach Dehnberg und Neunhof; Radrundweg über 18 km[23], von Schülerinnen gestaltet, mit Asteroiden und ausführlichen Tafeln (s.Abb.), Maßstab 1:1 Mrd. 49° 30′ 59,4″ N, 11° 16′ 21,7″ O

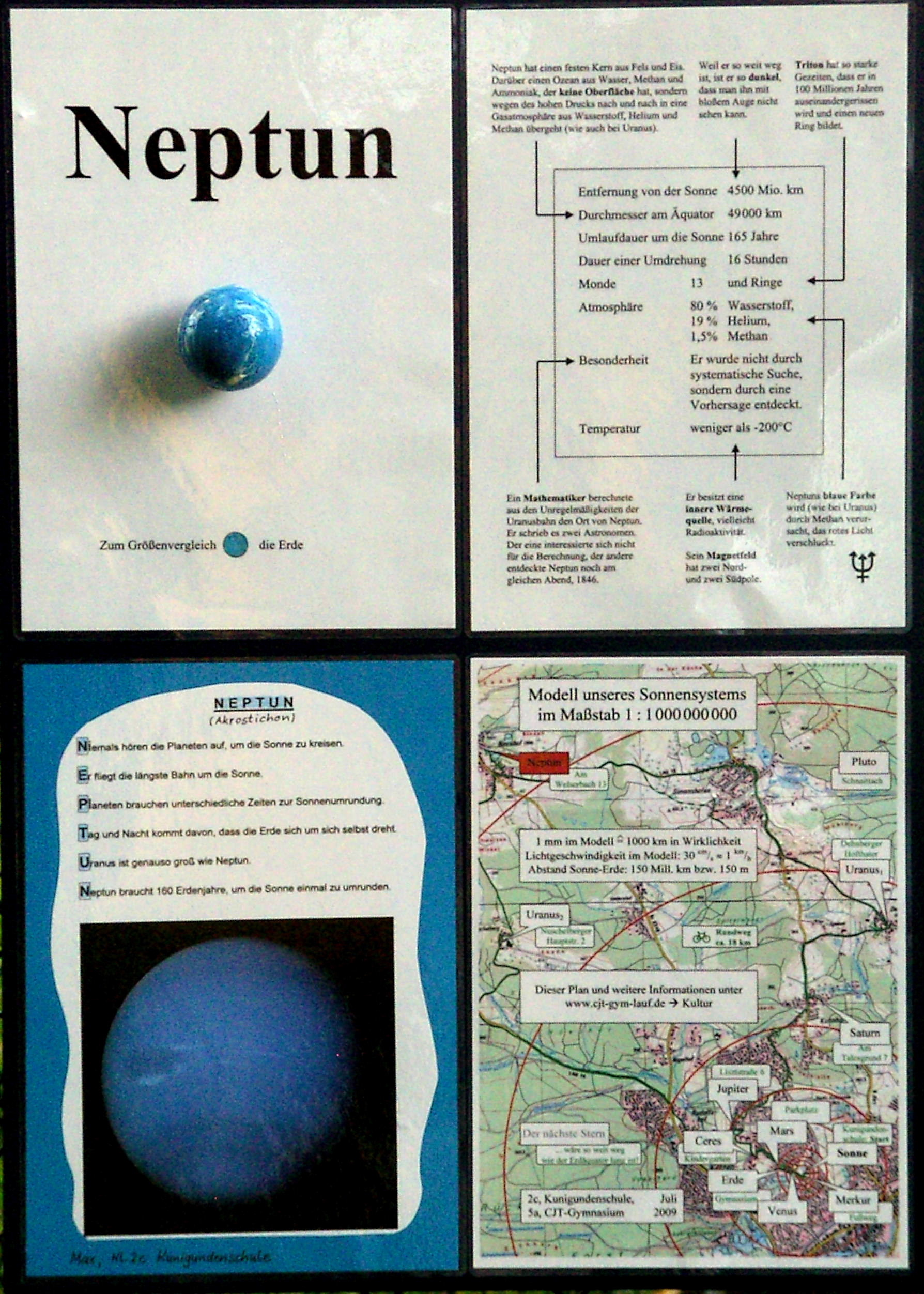
Der Radrundweg in Lauf mit Informationen

- Mauth, vom Parkplatz an der Dreikönigsloipe (Reschbachstraße) bis nach Finsterau (Freilichtmuseum), Maßstab 1:1, Mrd., mit Infotafeln, Länge 8 km 48° 53′ 13″ N, 13° 34′ 40″ O
- Münchberg: Planetenweg Münchberg Hintere Höhe; Maßstab 1:4 Mrd.
- München: im Botanischen Garten in Nymphenburg; Maßstab 1:8 Mrd.; 48° 9′ 42,5″ N, 11° 30′ 10,2″ O
- München: vom Innenhof des Deutschen Museums (Modell der Sonne) zum Tierpark Hellabrunn; Maßstab 1:1,29 Mrd.; 48° 7′ 48,4″ N, 11° 35′ 1,7″ O
- Nördlinger Ries: von Nördlingen nach Harburg im Rieskrater[24]; Länge etwa 22 km; Maßstab 1:400 Mio.; 48° 51′ 1,9″ N, 10° 29′ 17,7″ O
- Nürnberg: im Rechenbergpark unweit der Regiomontanus-Sternwarte; 49° 27′ 49,3″ N, 11° 6′ 39″ O
- Oberviechtach: Start vom ehemaligen Bahnhof; Maßstab 1:1 Mrd. Mit zweisprachigen Informationstafeln (deutsch/tschechisch)[25]
- Ottobeuren: 6 km langer Rundweg, genannt Glücksplaneten-Tour, vom Marktplatz über die Sternwarte im Maßstab 1:1 Mrd.[26]
- Passau: von der Ortspitze dem Inn aufwärts nach Passau-Ingling; Maßstab 1:1 Mrd.; 48° 34′ 24,8″ N, 13° 28′ 35″ O
- Pocking: entlang des Radwegs, der auf der ehemaligen Bahntrasse nach Tutting führt. Länge 4,5 km; Maßstab 1:1 Mrd.; 48° 23′ 56,3″ N, 13° 17′ 44,3″ O
- Scheyern: Rundwanderweg ab Prielhof;[27] Maßstab 1:2,25 Mrd.; 48° 29′ 58,3″ N, 11° 26′ 40,3″ O
- Selb: Rundwanderweg vom Gymnasium (Rückseite) durch den Hammerwald; Maßstab 1:1 Mrd.
- Tirschenreuth: von der Sternwarte in die Umgebung von Tirschenreuth; Maßstab 1:1 Mrd.; 49° 53′ 20″ N, 12° 20′ 13,6″ O
- Traunstein: entlang des Traunufers, Maßstab 1:1 Mrd.[28]
- Vilshofen: nördlich die Donau entlang in Richtung Hofkirchen; Maßstab 1:1 Mrd.; 48° 38′ 22,7″ N, 13° 11′ 11,3″ O
- Würzburg: im Stadtteil Frauenland; Länge: ca. 2,5 km, Maßstab 1:2 Mrd.[29]

#### Berlin
| Bezeichnung        | Bild | Ort                                               | Maßstab   | Errichtung Einweihung | Weitere Informationen |
| ------------------ | ---- | ------------------------------------------------- | --------- | --------------------- | --- |
| Planetenweg Berlin |      | Berlin, im Britzer Garten am Kalenderplatz (Lage) | 1:10 Mrd. |                       | auf 590 m entlang des Massiner Wegs. Die Sonne, im Zentrum des Kalenderplatzes, und die Planeten Merkur bis Saturn sind auf dem Weg innerhalb, Uranus, Neptun und Pluto außerhalb des umzäunten Parkgeländes auf in der Straße eingelassenen Stahlscheiben dargestellt. |

#### Brandenburg
| Bezeichnung                                        | Bild           | Ort               | Maßstab                                                  | Errichtung Einweihung | Weitere Informationen |
| -------------------------------------------------- | -------------- | ----------------- | -------------------------------------------------------- | --------------------- | --- |
| Planetenweg Cottbus                                | weitere Bilder | Cottbus (Lage)    | Planetenmaßstab 1:100 Mio.; Entfernungsmaßstab 1:10 Mrd. |                       | Planetenpark der Konstellation vom 1. Januar 2000 (Uranus und Neptun ausgenommen) vom Raumflugplanetarium „Juri Gagarin“ bis in den Spreeauenpark, Ausgangspunkt ist die Tafel am Planetarium, wonach die Kuppel des Planetariums symbolisch und größenmaßstäblich für die Sonne steht. |
| Planetenweg Müllrose (oder Planetenweg Metalhenge) |                | Müllrose (Lage)   | 1:1 Mrd.                                                 |                       | vom Rathaushof über die Ragower Mühle, Siehdichum und Kieselwitzer Mühle bis zum Wirchensee, teilweise entlang des Schlaubetal-Wanderwegs In den Planetenweg sind aktuell neben der Sonne und den acht Planeten, auch sieben Zwergplaneten bzw. Kandidaten (Sedna in Berlin), sieben Monde sowie die Oortsche Wolke (Medellin/Kolumbien) integriert. Außerdem sind in unregelmäßigen Abständen Informationstafeln zum Sonnensystem installiert (z. B. Heliopause, Kometen, Asteroiden). Informationen sind über QR-Codes in deutscher, englischer und polnischer Sprache an den Standorten abrufbar. |
| Planetenweg Sonnewalde                             |                | Sonnewalde (Lage) |                                                          |                       | vom Schlosspark in Richtung Zeckerin |

#### Bremen
| Bezeichnung                                      | Bild | Ort           | Maßstab  | Errichtung Einweihung | Weitere Informationen |
| ------------------------------------------------ | ---- | ------------- | -------- | --------------------- | --- |
| Planetenweg Bremen (auch Planetenweg Metalhenge) |      | Bremen (Lage) | 1:1 Mrd. |                       | Aufstiegsweg zur Installation Metalhenge. Das Zentrum der Installation stellt den Standort der Sonne dar, die Abstände der vier inneren Planeten sind durch Pflastersteine mit den Planetensymbolen markiert. |

#### Hamburg
| Bezeichnung         | Bild | Ort                                               | Maßstab | Errichtung Einweihung | Weitere Informationen |
| ------------------- | ---- | ------------------------------------------------- | ------- | --------------------- | --------------------- |
| Planetenweg Hamburg |      | Hamburg, auf dem Gelände der Hamburger Sternwarte |         |                       |                       |

#### Hessen
| Bezeichnung                                                       | Bild           | Ort                                         | Maßstab     | Errichtung Einweihung | Weitere Informationen |
| ----------------------------------------------------------------- | -------------- | ------------------------------------------- | ----------- | --------------------- | --- |
| Planetenweg Bad König                                             | weitere Bilder | Bad König (Lage)                            |             |                       | im Kurpark (Sonne am Eingang bei den Tennisplätzen) in der Mümlingaue Richtung Zell                                                                    |
| Planetenwanderweg Bad Nauheim                                     | weitere Bilder | Bad Nauheim (Lage)                          | 1:2,8 Mrd.  |                       | vom Goldsteinpark bis zur Wetterau-Sternwarte |
| Planetenweg Bad Zwesten                                           | weitere Bilder | Bad Zwesten (Lage)                          | 1:1 Mrd.    |                       | Planetenwanderweg mit Start an der Sonnenuhr im Kurpark                                                                                                |
| Planetenweg Darmstadt                                             |                | Darmstadt (Lage)                            | 1:1 Mrd.    |                       | Rundweg, ca. 3 km, beginnend an der Volkssternwarte Darmstadt auf der Ludwigshöhe                                                                      |
| Planetenweg Hainburg                                              |                | Hainburg (Lage)                             | 1:XX        |                       | Startpunkt in Hainstadt am Main entlang bis nach Seligenstadt                                                                                          |
| Planetenweg Heppenheim                                            |                | Heppenheim (Lage)                           | 1:1,89 Mrd. |                       | 2,6 km von der Heppenheimer Altstadt durch die Weinberge bis zur Starkenburg-Sternwarte; in Zusammenarbeit mit der Starkenburg-Sternwarte e. V.        |
| Planetenwanderweg Karlsaue                                        |                | Kassel, Karlsaue (Lage)                     | 1:495 Mio   |                       | beginnend am Museum für Astronomie und Technikgeschichte                                                                                               |
| Planetenweg Kriftel                                               |                | Kriftel (Lage)                              | 1:XX        |                       | Schwarzbach-Planetenweg zwischen Kriftel und Hattersheim-Okriftel                                                                                      |
| Planetenweg Marburg                                               | weitere Bilder | Marburg (Lage)                              | 1:1 Mrd.    |                       | Planetenlehrpfad in die Lahnauen, am Lahnradweg; erster Planetenlehrpfad der Welt für Blinde (tastbare Planetenmodelle mit Brailleschrift) und Sehende |
| Planetenweg Neuhof (bei Fulda) (Planetenwanderweg Neuhof-Kalbach) | weitere Bilder | Neuhof (bei Fulda) (Lage)                   | 1:XX        |                       | von der Johannes-Kepler-Schule am Opperzer Berg bis zum Kalbacher Ortsteil Eichenried                                                                  |
| Planetenweg Nidderau                                              |                | Nidderau (Lage)                             | 1:3 Mrd.    |                       | zwischen Willi-Salzmann-Halle Windecken und Katholischer Kirche Heldenbergen                                                                           |
| Planetenweg Trebur                                                |                | Trebur (Lage)                               | 1:1,56 Mrd. |                       | nördlicher Ortseingang von Trebur Richtung Rüsselsheim                                                                                                 |
| Planetenweg in Vielbrunn                                          |                | Vielbrunn, Stadtteil von Michelstadt (Lage) | 1:XX        |                       | |

#### Mecklenburg-Vorpommern
| Bezeichnung            | Bild | Ort                       | Maßstab  | Errichtung Einweihung | Weitere Informationen                                                                                              |
| ---------------------- | ---- | ------------------------- | -------- | --------------------- | --- |
| Planetenweg Warnemünde |      | Rostock-Warnemünde (Lage) | 1:1 Mrd. |                       | entlang der Strandpromenade, beginnend am Leuchtturm, Richtung Wilhelmshöhe entlang der Küste bis nach Geinitz Ort |

#### Niedersachsen
| Bezeichnung                        | Bild           | Ort                     | Maßstab        | Errichtung Einweihung | Weitere Informationen |
| ---------------------------------- | -------------- | ----------------------- | -------------- | --------------------- | --- |
| Planetenweg Bad Bentheim           | weitere Bilder | Bad Bentheim (Lage)     | 1:681 Mio.     |                       | ca. 6,6 km vom Bürgergarten Gildehaus zur Tourist-Info Bad Bentheim |
| Planetenweg Bad Lauterberg im Harz |                | Bad Lauterberg im Harz  | 1:3 Mrd.       |                       | im Kurpark |
| Planetenweg Bad Salzdetfurth       |                | Bad Salzdetfurth        | 1:1,4 Mrd.     |                       | Start vor dem Kurmittelhaus mit der Sonne |
| Planetenweg Bad Zwischenahn        |                | Bad Zwischenahn (Lage)  | 1:1 Mrd.       | 2023                  | Start Ecke Humboldtstraße/Kopernikusstraße mit der Sonne |
| Planetenweg Bensersiel             |                | Bensersiel              | ca. 1:628 Mio. |                       | am äußeren Deichweg zwischen Benser- und Neuharlingersiel |
| Planetenweg Garbsen                | weitere Bilder | Garbsen (Lage)          | 1:XX           |                       | |
| Planetenweg Göttingen              | weitere Bilder | Göttingen (Lage)        | 1:2 Mrd.       |                       | Der Planetenweg beginnt am Anfang der Goetheallee (vor Gebhards-Hotel), führt quer durch die Innenstadt, am Deutschen Theater vorbei, über den Eichendorff-Platz, am Hainbund-Denkmal vorbei bis zum Bismarckturm. Bild: Eine der in Bronze gegossenen Stelen von Reinhold Wittigs Planetenweg in Göttingen – Die Galileischen Monde des Jupiter Io, Europa, Ganymed, Kallisto |
| Planetenweg Handeloh               |                | Handeloh                | 1:5 Mrd.       |                       | entlang des Timmerloher Wegs |
| Planetenweg Hannover               |                | Hannover (Lage)         | 1:34 Mrd.      | seit 1999             | 174 m „Weltraumpfad“ im Schulbiologiezentrum Hannover |
| Planetenweg Hude                   |                | Hude (Oldenburg) (Lage) | 1:1 Mrd.       | seit 1994             | Planetenlehrpfad von Wüsting nach Hude |
| Planetenweg Melbeck                |                | Melbeck                 | 1:1 Mrd.       |                       | Durch den Ort führt der GLH-Planetenweg mit einem Modell des Sonnensystems. |
| Planetenweg Melle                  | weitere Bilder | Melle (Lage)            | 1:1 Mrd.       |                       | vom Stadtzentrum am Gymnasium bis auf den Oldendorfer Berg an der Sternwarte Melle; Wanderweg über etwa 8 km |
| Planetenweg Neustadt am Rübenberge |                | Neustadt am Rübenberge  | 1:XX           |                       | im nordwestlichen Bereich der Gemeindeflur |
| Planetenlehrpfad (Nienburg)        | weitere Bilder | Nienburg/Weser (Lage)   | 1:1 Mrd.       |                       | Planetenlehrpfad vom Nienburger Stadtteil Langendamm zum Stöckser See |
| Planetenweg Nordenham              |                | Nordenham               | 1:1 Mrd.       |                       | vom Weserufer (Nähe Union-Pier) zur Moorseer Mühle in Abbehausen |
| Planetenweg Norderney              |                | Norderney               | 1:1 Mrd.       |                       | „Alter Postweg“ am Südpolder; Länge 1,916 km |
| Planetenweg Northeim               |                | Northeim (Lage)         | 1:1,5 Mrd.     |                       | am Wieterrand |
| Planetenweg Ruthe                  |                | Ruthe (Lage)            | 1:7 Mrd.       |                       | entlang der Innerste von der Brücke Marienburger Straße bis zur Mündung der Innerste in die Leine |
| Planetenroute Westoverledingen     | weitere Bilder | Westoverledingen (Lage) | 1:XX           |                       | |
| Planetenweg Wolfsburg              |                | Wolfsburg (Lage)        | 1:1 Mrd.       |                       | im Allerpark |

#### Nordrhein-Westfalen
| Bezeichnung | Bild | Ort | Maßstab | Errichtung Einweihung | Weitere Informationen |
| ----------- | ---- | --- | ------- | --------------------- | --------------------- |

- Aachen: Vennbahnweg, von Kornelimünster nach Brand; Maßstab 1:1 Mrd.; 50° 43′ 44,2″ N, 6° 10′ 42,1″ O
- Bad Laasphe: von Amalienhütte bis Laaspherhütte; Maßstab 1:1 Mrd.

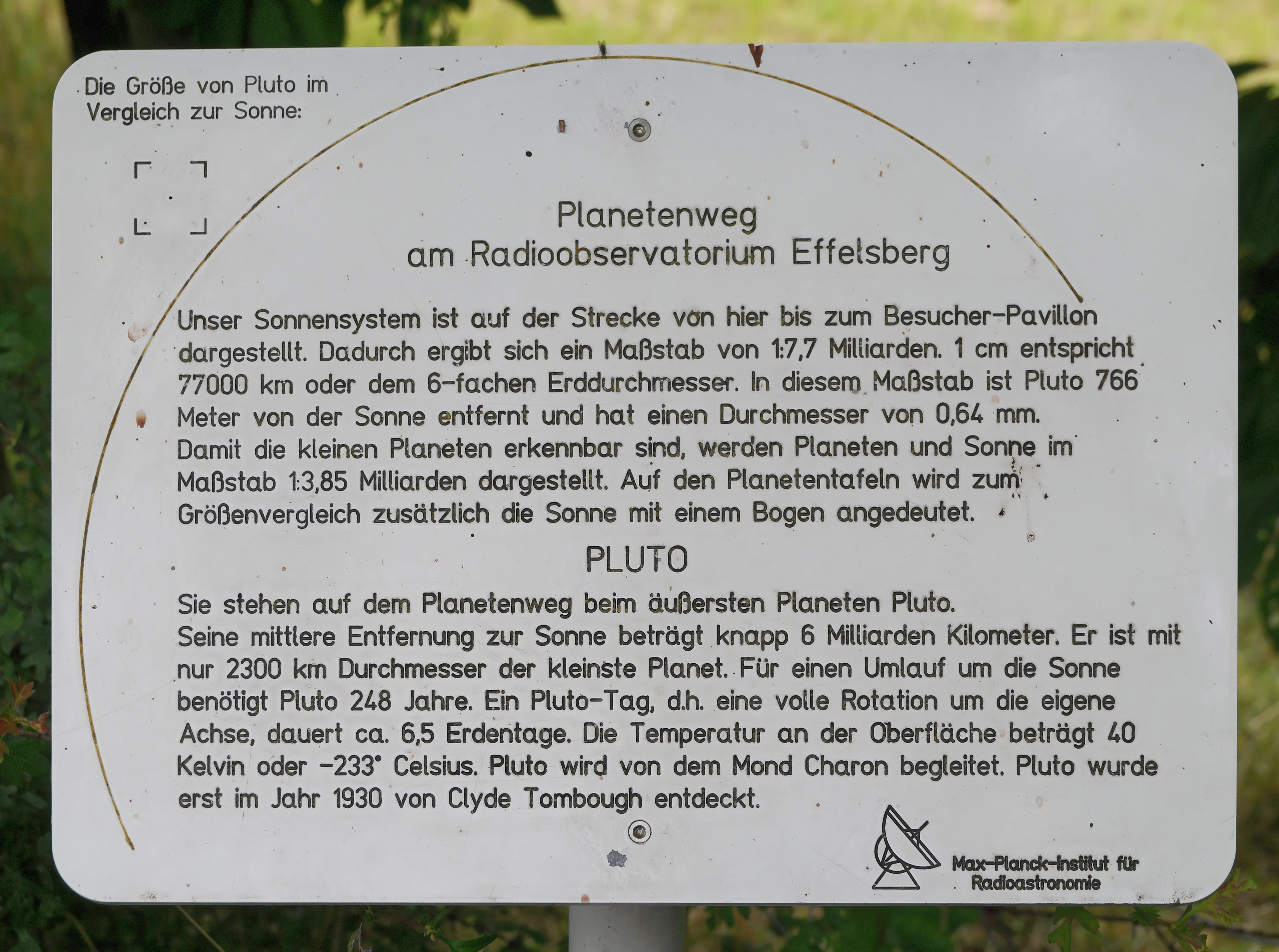
Hinweistafel Pluto auf dem Planetenwanderweg Effelsberg

- Hinweistafel Pluto auf dem Planetenwanderweg EffelsbergBad Münstereifel: Planetenweg im Maßstab 1:7,7 Mrd.,[45] Milchstraßenweg bis Burgsahr im Maßstab 1:100 Billiarden mit dem Haus der Astronomie extern in der Rolle der Andromedagalaxie,[46] und Galaxienweg mit extragalaktischen Objekten bis zurück zum Urknall bis Kirchsahr im Maßstab 1:50 Trilliarden,[47] rund um das Radioteleskop Effelsberg.
- Bad Lippspringe: im Kurpark (die Sonne ist in der Nähe vom Prinzenpalais); gefördert durch die Planetariumsgesellschaft Ostwestfalen-Lippe; 6 km langer Rundwanderweg mit Rast- und Speisemöglichkeit; Maßstab 1:1 Mrd.

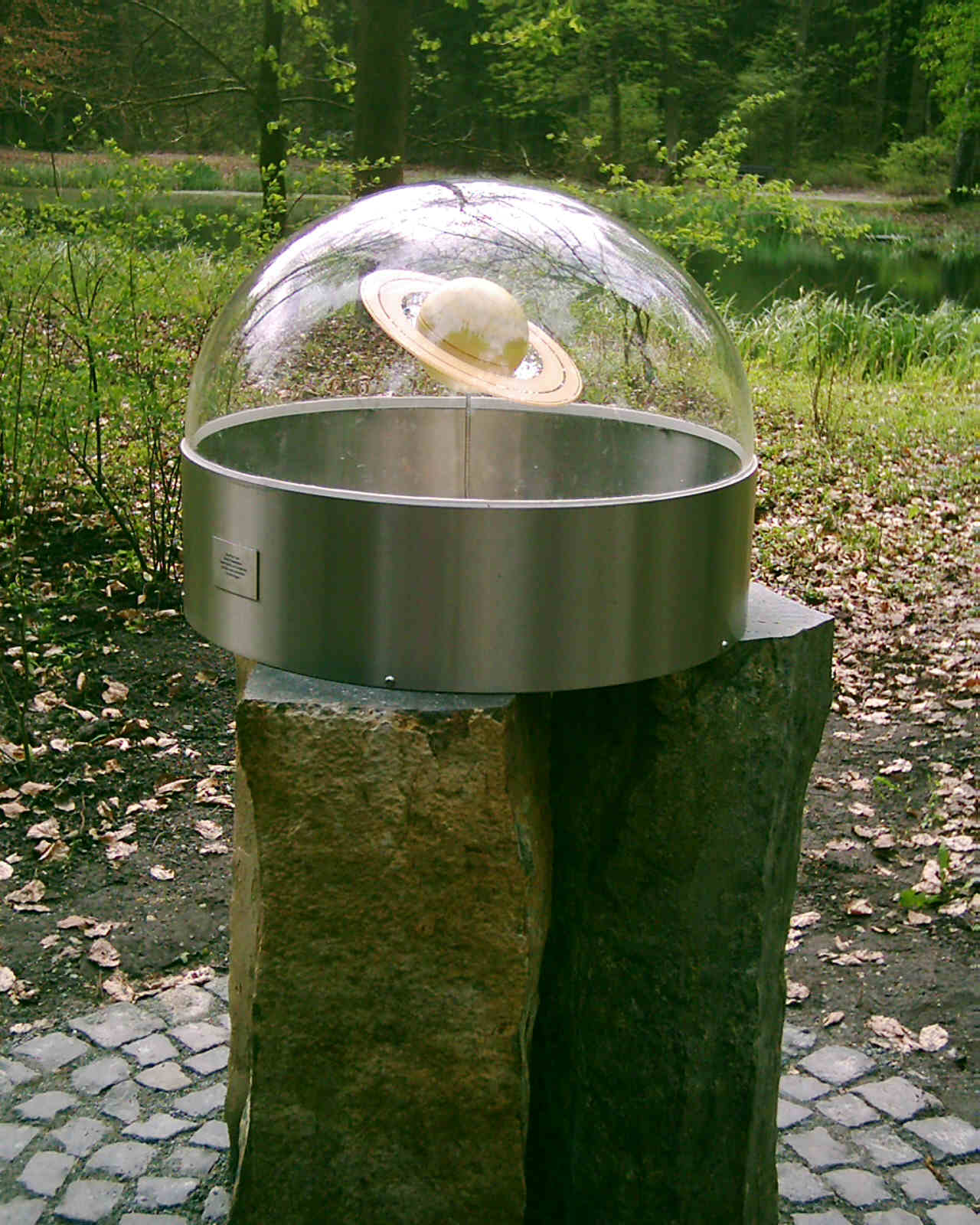
Saturn in Bad Lippspringe

- Bielefeld/Enger: von der Sonne an der Realschule Jöllenbeck entlang der alten Kleinbahntrasse bis zum Neptun in Pödinghausen; Maßstab 1:1,5 Mrd.
- Bochum: Planetenweg Bochum-Langendreer vom Volkspark Langendreer zum Ümminger See; Maßstab 1:2,6 Mrd.; 51° 28′ 32″ N, 7° 18′ 47,4″ O[48]
- Bonn: Planetenweg Bonn am Rheinufer zwischen dem UN-Viertel und Graurheindorf; Maßstab 1:1 Mrd.; 50° 43′ 8,2″ N, 7° 7′ 41,4″ O
- Borken: Planetenweg am Pröbsting-See;[49] Maßstab 1:1 Mrd.
- Dorsten: „Planetenufer Dorsten“ entlang des Wesel-Datteln-Kanals von der Innenstadt auf der Nordseite Richtung Westen ; Maßstab 1:1,4 Mrd.; Planetenstelen sind mit den Worten aus dem Merkspruch „Mein, Vater, Erklärt, Mir, …“ beschriftet.
- Hagen: gegründet 1959; vom Rathaus in der Innenstadt bis zum Pluto in den Vorort Boele; (scheinbarer) Lauf der Sonne durch den Tierkreis wird gesondert dargestellt; Maßstab 1:1 Mrd. (Planetenmodell Hagen).
- Happerschoß: im Ortsteil von Hennef (Sieg), entlang des Wegs nach Heisterschoß
- Herne: im Dorneburger Park als Teil der Sternwarte Herne; 51° 31′ 35,1″ N, 7° 10′ 32,2″ O
- Minden: Planetenweg Minden; Maßstab 1:1 Mrd.
- Münster: vom Naturkundemuseum bis zum Aasee; Maßstab 1:1 Mrd.
- Rahden: beginnend am Rahdener Bahnhof mit einem Maßstab von 1:402,5 Mio., Neptun befindet sich am NRW-Nordpunkt[50]
- Recklinghausen: von der Sternwarte[51] durch den Stadtgarten bis zum Rathaus; Maßstab 1:3 Mrd.; 51° 37′ 24,5″ N, 7° 10′ 50,6″ O
- Rees: entlang des Deiches bzw. Radweges Richtung Ortsteil Haffen-Mehr; Maßstab 1:1 Mrd.; 51° 45′ 31,1″ N, 6° 24′ 4,7″ O
- Rietberg: entlang der Ems vom Bibeldorf der ev. Kirchengemeinde bis in den Gartenschaupark, gestaltet vom Künstler Angelo Monitillo

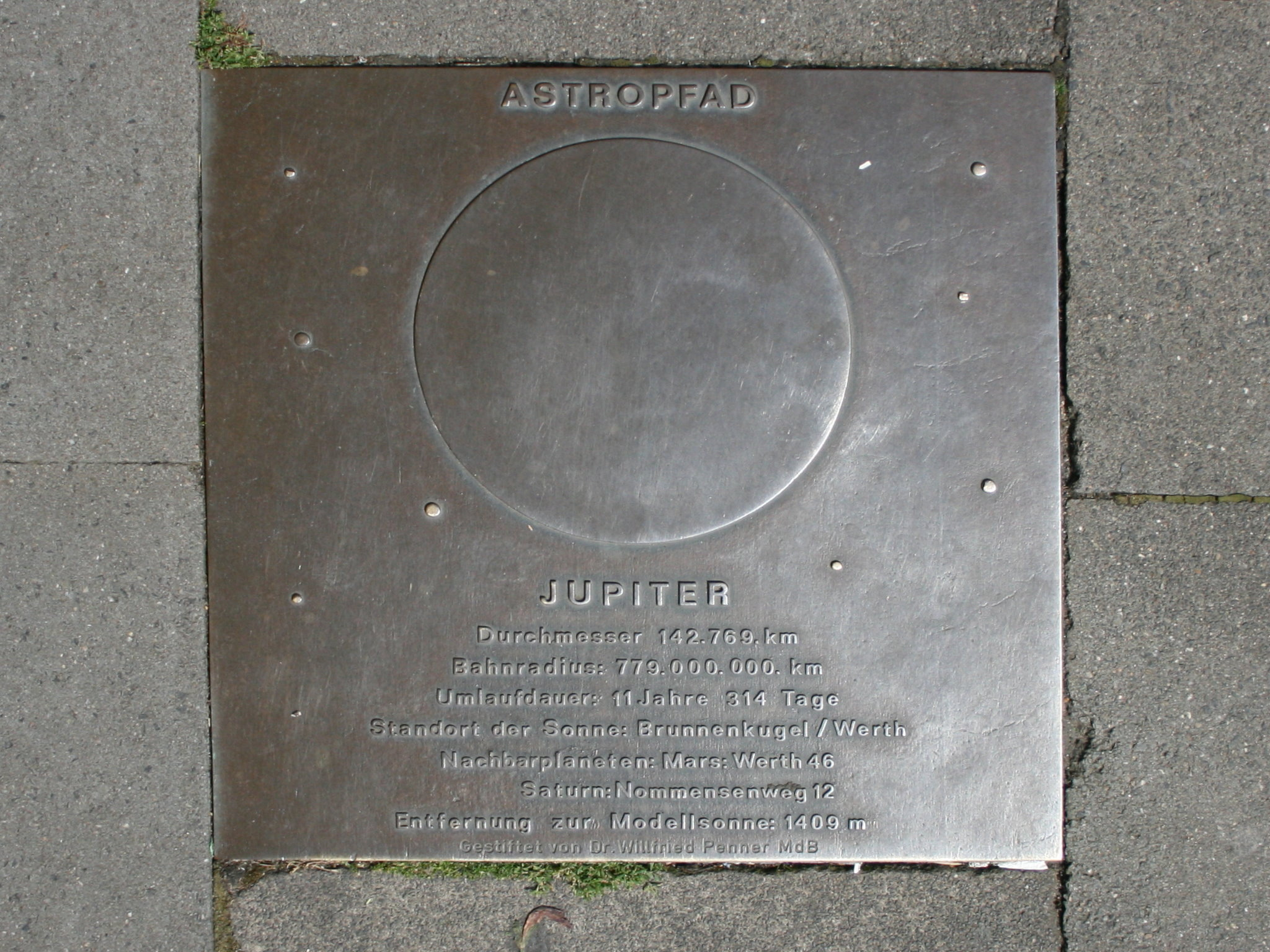
Eine von 14 Bronzeplatten, die den 10,7 km langen Astropfad Wuppertal in Wuppertal bilden

- Schwerte: Planetenmodell Schwerte[52]. Entlang des Ruhrtalradweges zwischen Fröndenberg und Schwerte. Besonderheiten: Das Zentralgestirn Sonne ist von jeder Installation aus zu sehen, die Lichtgeschwindigkeit wird dargestellt. Einstieg und Infotafel befindet sich auf dem Marktplatz in Schwerte direkt vor St. Viktor. Gestaltet vom Künstler Udo Hertel. Maßstab 1:0,93 Mrd.
- Sendenhorst: Von der Realschule St. Martin in Sendenhorst über den Radweg nach Albersloh
- Solingen: rund um die Walder Kirche entlang der Friedrich-Ebert-Straße, beginnend mit der Sonne an der Friedrich-Albert-Lange-Schule; 51° 11′ 6″ N, 7° 2′ 21″ O
- Warburg: Kloster Hardehausen Schöpfungspfad Station 4[53] 51° 33′ 7,8″ N, 8° 59′ 51″ O
- Witten: entlang des Radweges Rheinischer Esel; Maßstab 1:700 Mio.; 51° 27′ 5,4″ N, 7° 24′ 25,5″ O
- Wuppertal: Astropfad Wuppertal, beginnend mit dem Werther Brunnen in Barmen als Sonne; Maßstab 1:552 Mio.; 51° 16′ 21,4″ N, 7° 12′ 22,2″ O[54]

#### Rheinland-Pfalz
| Bezeichnung                     | Bild           | Ort                        | Maßstab     | Errichtung Einweihung | Weitere Informationen |
| ------------------------------- | -------------- | -------------------------- | ----------- | --------------------- | --- |
| Planetenweg Bad Kreuznach       |                | Bad Kreuznach (Lage)       | 1:1 Mrd.    |                       | von Oranienpark (Roseninsel) bis Richtung Bad Münster am Stein                                                                  |
| Planetenweg Daun                |                | Daun                       |             |                       | Kosmosradweg Kleine Kyll; 20 km; Fuß- und Radweg; Sonne und Planeten Merkur bis Mars im Kurpark in Daun, Ziel liegt in Meerfeld |
| Planetenweg Frankenthal (Pfalz) |                | Frankenthal (Pfalz) (Lage) | 1:2,15 Mrd. |                       | von der Friedrich-Schiller-Realschule entlang der Mörscher Straße bis zum Brunnen in der Ortsmitte Mörsch                       |
| Planetenweg Hinterweidenthal    | weitere Bilder | Hinterweidenthal           |             |                       | entlang der Wieslauter bis hinter Dahn (Siehe auch Hinterweidenthal#Planetenwanderweg)                                          |
| Planetenweg Kaiserslautern      |                | Kaiserslautern (Lage)      | 1:5,5 Mrd.  |                       | Der „digitale Planetenweg“ (in Kombination mit dem realen Planetenweg im Schulzentrum Süd)                                      |
| Planetenweg Landau in der Pfalz |                | Landau in der Pfalz (Lage) | 1:4 Mrd.    |                       | Planetenstraße durch die Innenstadt mit maßstabsgetreuen Bronzeplatten                                                          |
| Planetenweg Weidenthal          |                | Weidenthal (Lage)          | 1:1,5 Mrd.  |                       | vom Ortszentrum Weidenthal, dem „Kerweplatz“, die „Weidenthaler Hohl“ hinauf                                                    |

#### Saarland
| Bezeichnung            | Bild           | Ort               | Maßstab  | Errichtung Einweihung | Weitere Informationen                         |
| ---------------------- | -------------- | ----------------- | -------- | --------------------- | --------------------------------------------- |
| Planetenweg Nonnweiler | weitere Bilder | Nonnweiler (Lage) | 1:1 Mrd. |                       | an der Primstalsperre gelegener Rundwanderweg |

#### Sachsen
| Bezeichnung             | Bild           | Ort                             | Maßstab    | Errichtung Einweihung | Weitere Informationen                                                                                               |
| ----------------------- | -------------- | ------------------------------- | ---------- | --------------------- | --- |
| Planetenweg Bad Schlema |                | Bad Schlema – Schneeberg (Lage) | 1:1 Mrd.   |                       | Beginn im Kurpark Bad Schlema bis zur Sternwarte Schneeberg                                                         |
| Planetenweg Drebach     |                | Drebach (Lage)                  | 1:1 Mrd.   |                       | Planetenwanderweg „Erzgebirge“ zwischen Ehrenfriedersdorf und Drebach;                                              |
| Planetenweg Eilenburg   |                | Eilenburg (Lage)                |            |                       | Der Planetenweg beginnt am Stadtpark, führt durch den Bürgergarten und die Muldenaue und endet am „Bobritzer Damm“. |
| Planetenweg Radeberg    |                | Radeberg (Lage)                 |            |                       | im Hüttertal zwischen Schloss Klippenstein und dem Felixturm bei Wallroda                                           |
| Planetenweg Riesa       |                | Riesa (Lage)                    | 1:1 Mrd.   |                       | Die Sonne befindet sich an der Bahnhofsstraße.                                                                      |
| Planetenweg Sohland     |                | Sohland an der Spree (Lage)     | 1:1,4 Mrd. |                       | Der Startpunkt befindet sich an der Sternwarte.                                                                     |
| Planetenwege Vogtland   | weitere Bilder | Rodewisch (Lage)                | 1:175 Mio. |                       | vom örtlichen Planetarium auf sechs Wegen nach Rodewisch, Auerbach, Wernesgrün, Treuen, Plauen und Adorf            |

#### Sachsen-Anhalt
| Bezeichnung               | Bild           | Ort                                | Maßstab   | Errichtung Einweihung | Weitere Informationen |
| ------------------------- | -------------- | ---------------------------------- | --------- | --------------------- | --- |
| Planetenweg Halle (Saale) |                | Halle (Saale)                      | 1:15 Mrd. |                       | auf dem Asphalt eines Weges auf der Saale-Insel Peißnitz in der Nähe des ehemaligen Raumflug-Planetariums „Sigmund Jähn“ |
| Planetenweg Radis         | weitere Bilder | Radis (Ortsteil der Stadt Kemberg) | 1:1 Mrd.  | 2016                  | zu Ehren von Johann Gottfried Galle, dem Entdecker des Neptun                                                            |
| Planetenweg Wernigerode   |                | Wernigerode (Lage)                 | 1:1 Mrd.  |                       | |

#### Schleswig-Holstein
| Bezeichnung               | Bild           | Ort                             | Maßstab       | Errichtung Einweihung | Weitere Informationen |
| ------------------------- | -------------- | ------------------------------- | ------------- | --------------------- | --- |
| Dithmarscher Planetenpfad |                | Marne (Lage)                    | 1:346 381 538 |                       | vom Schulhof des Europagymnasiums Marne nach Friedrichskoog-Spitze                                                                      |
| Planetenweg Plön          |                | Plön (Lage)                     | 1:2 Mrd.      |                       | am Großen Plöner See, entlang des Plöner Strandweges in der Stadtbucht                                                                  |
| Planetenweg Wedel         | weitere Bilder | Wedel (Lage)                    | 1:1 Mrd.      |                       | von Schulau am Deich entlang |
| Planetenweg Wyk           |                | Wyk (auf der Nordseeinsel Föhr) | 1:400 Mio.    |                       | am Strandweg auf der Südseite der Insel beginnend ab Wyk, Südstrand bis zum Inseldorf Utersum (nur Schautafeln, keine Planetenmodelle). |

#### Thüringen
| Bezeichnung            | Bild | Ort               | Maßstab    | Errichtung Einweihung | Weitere Informationen |
| ---------------------- | ---- | ----------------- | ---------- | --------------------- | --- |
| Planetenweg Auma       |      | Auma (Lage)       | 1:500 Mio. |                       | Der „1. Thüringer Planetenwanderweg“ beginnt an der Schulsternwarte Auma, deren Kuppel die Sonne repräsentieren soll. Auf ca. 11 km werden die Entfernungen der Planeten bis zu Pluto über die verschlungene Wegstrecke statt über Luftlinie abgebildet. Der Wanderweg führt über Kühnsdorf, Merkendorf und Weißendorf bis an den Stadtrand von Zeulenroda. Die Planetengrößen werden durch Edelstahlkugeln auf Steinen mit jeweils einer Informationstafel aus Schiefer dargestellt. |
| Planetenweg Tautenburg |      | Tautenburg (Lage) | 1:1 Mrd.   | 2019/20               | Der Tautenburger Planetenpfad ist ein ca. 8 km langer Rundwanderweg. Er führt über die Thüringer Landessternwarte (Karl-Schwarzschild-Observatorium). |

### Österreich

Planetenweg Wien: So klein ist die Ceres im Maßstab 1:1 Mrd.

#### Wien
- Wien-Südwest: entlang der Außenmauer des Lainzer Tiergartens nahe dem Freiluftplanetarium Sterngarten am Georgenberg. Maßstab 1:1 Mrd., angelegt 2006 vom Österreichischen Astroverein. Gesamte Länge 6 km von der Sonne bis zum Pluto und Kuipergürtel, Planetenfotos von Raumsonden, detailreiches Sonnenfoto Ø 1,4 Meter.[61]

#### Burgenland

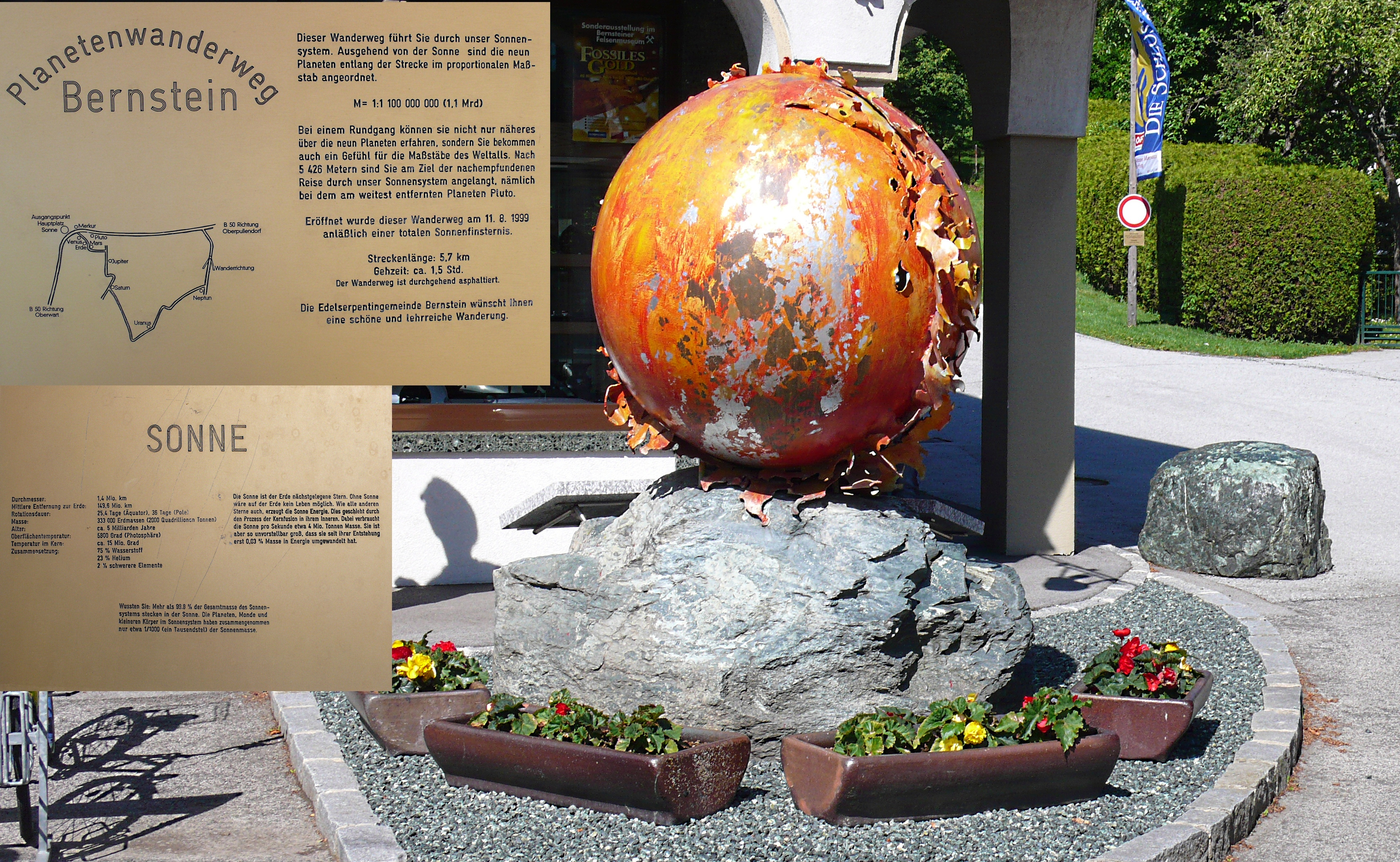
Sonne, Ausgangspunkt des Planetenwanderwegs in Bernstein

- Bernstein: Rundweg ab Felsenmuseum Bernstein. Halbkugeln aus schimmerndem Serpentin für die Planeten.

#### Niederösterreich
- Amstetten: Der Planetenweg Amstetten entstand als Schulprojekt des Bundesgymnasiums Amstetten. Von der Position der Sonne über dem Gymnasium wurden im Maßstab 1:1,439 Mrd. Planetentafeln entlang des Mühlbaches und am „Schwarzen Weg“ bis zum Pluto in Greinsfurth angeordnet.[62]
- Bad Traunstein im Waldviertel: Der Weg im Maßstab 1:1 Mrd. beginnt beim Kindergarten und verläuft als Rundweg durch die waldige Hochebene über Aschen und Glashütten zurück nach Traunstein. Die Planeten sind jeweils auf mannshohen Schautafeln aus Holz dargestellt, die Sonne als gelbe Scheibe von 1,39 m Durchmesser.[63]
- Königstetten, Umgebung Wien: Maßstab 1:1,4 Mrd. Die Sonne (Messinggeflecht mit 1 m Durchmesser) steht auf dem Brunnen vor der Pfarrkirche (Seehöhe 176 m), der Weg steigt nach Südosten zum Jupiter hinauf (schöner Ausblick aufs Tullner Feld). Am Tulbingerkogel (494 m) steht die Uranus-Säule bei der Leopold-Figl-Warte. Hier teilt sich der Weg nach Osten (zur Hagenbachklamm) bzw. nach Südwesten und endet als Besonderheit in den Distanzen von Plutos Perihel bzw. Aphel.[64]
- Planetenradweg Königstetten: selber Maßstab, aber in die Gegenrichtung übers Tullnerfeld zur Donau bei Muckendorf (Neptun und Pluto).
- Leitzersdorf (Weinviertel): Die Sonne steht in der Nähe der Pfarrkirche mit einem Durchmesser von 1 Meter im Maßstab 1:1,4 Mrd.[65][66]
- Puchenstuben, Bezirk Scheibbs: Planetenwanderweg im Maßstab 1:1 Mrd.[67]

#### Oberösterreich
- Freistadt, Mühlviertel: beginnend an der Promenade führt der Wanderweg über 16 km bis zur Sternwarte Sandl; Maßstab 1:369 Mio. Die Planetenkugeln sind aus Graniten der Umgebung.[68]
- Großraming: entlang des Wanderweges E46; Maßstab 1:1 Mrd.[69]
- Hellmonsödt, Oberösterreich: vier Kinderspielplätze am 4 km langen Weg; Maßstab 1:1,5 Mrd.
- Lichtenberg bei Linz: Kinderplanetenweg[70], ca. 7 km. Ergänzt mit didaktischem Material (Rucksäcke beim Gemeindeamt); das Konzept wurde u. a. bei „Science on Stage 2011“ (Kopenhagen) und mit dem „Familienoscar“ des Landes OÖ ausgezeichnet.
- Linz (Landeshauptstadt): In der Nähe der Johannes-Kepler-Sternwarte Linz am Freinberg; Maßstab 1:2 Mrd.[71]
- Wels: Der Planetenweg in Wels erstreckt sich entlang des nördlichen Traunufers von der alten Traunbrücke bis zum Traunkraftwerk Marchtrenk im Maßstab 1:1 Mrd. Den Startpunkt bildet eine künstlerisch gestaltete Sonnenscheibe. In 9 an den Außenseiten mit Daten beschriftete Glasvitrinen befinden sich die Planeten als Modelle. Der Planetenweg entstand anlässlich des 75-jährigen Bestehens des Realgymnasiums der Franziskanerinnen von Wels.[62]

#### Salzburg
- Königsleiten: Rundwanderweg ausgehend von der Sternwarte nahe dem Gerlospass nach Tirol

#### Steiermark

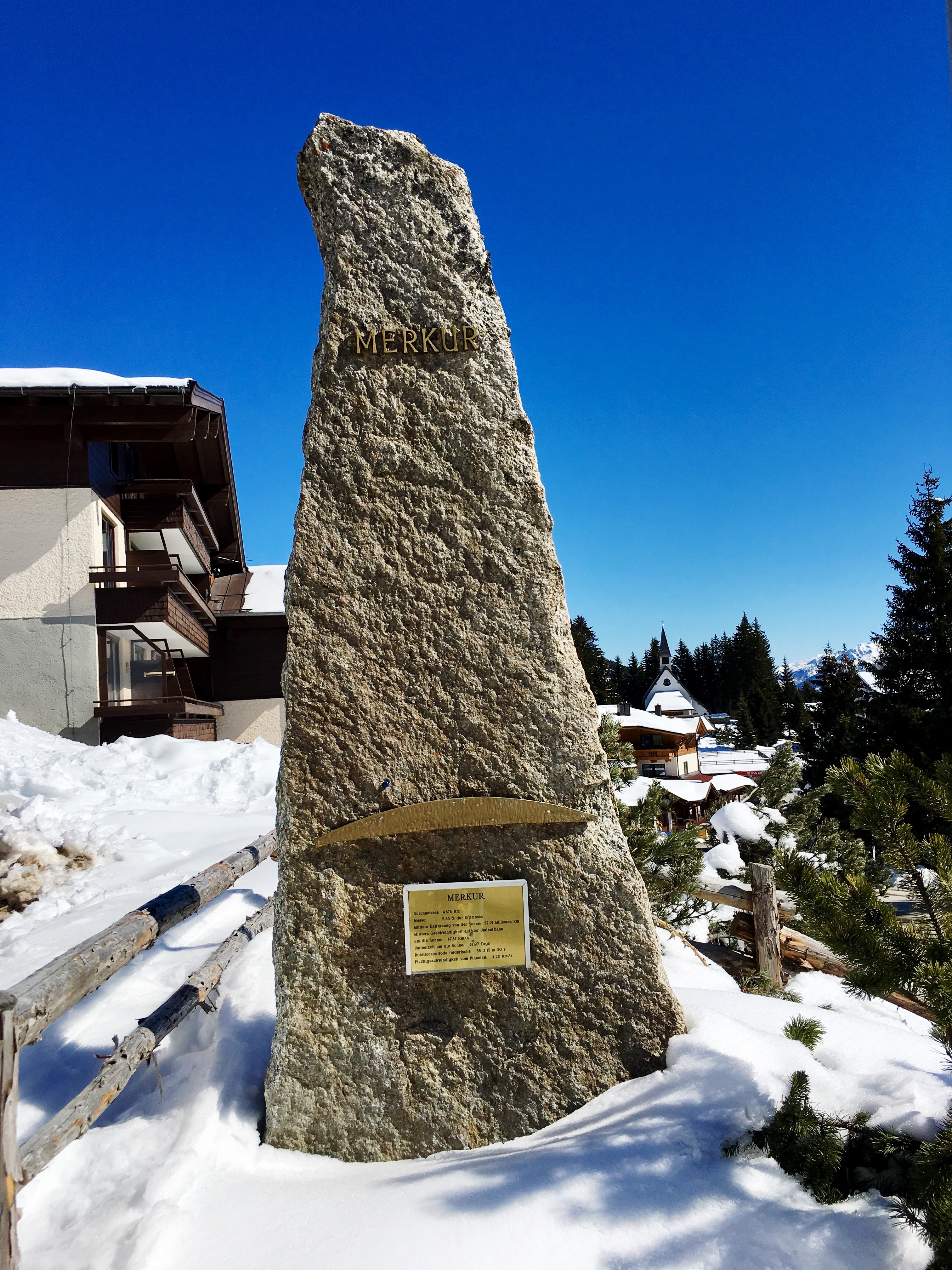
Merkur am Planetenweg Königsleiten, Salzburg/Tirol

- Auersbach: errichtet vom Astroclub Auersbach im Maßstab 1:1 Mrd. Sonnenmodell bei der Vulkanlandsternwarte, weiter durch Wieden, Wetzelsdorf und vorbei am Schloss Kornegg bis zum Pluto nahe der Riegersburg. Die Planeten sind als Relief in Bronze gegossen und ebenso wie die Schautafeln mit Blindenschrift versehen.[72]
- Judenburg: Ausgangspunkt beim Stadtturm Judenburg,[73] in dem 2006 ein Planetarium errichtet wurde, Richtung Süden in die KG Reifling.
- Rettenegg: Vom Sternenpavillon Rettenegg aufs Stuhleck (Höhenunterschied 930 m), Maßstab 1:1 Mrd. Die Planetenmodelle hängen in Glaskugeln, ihre Örter in der „Perlenreihe“ vom 5. Mai 2000 (Erde-Sonne-Merkur-Venus-Mars...). Gestaltet als wissenschaftlich-touristisches Projekt mit der Universitätssternwarte Wien.[74]

#### Tirol
- Terfens: durch einen Föhrenwald beginnend bei der Ortskirche von Vomperbach

### Schweiz

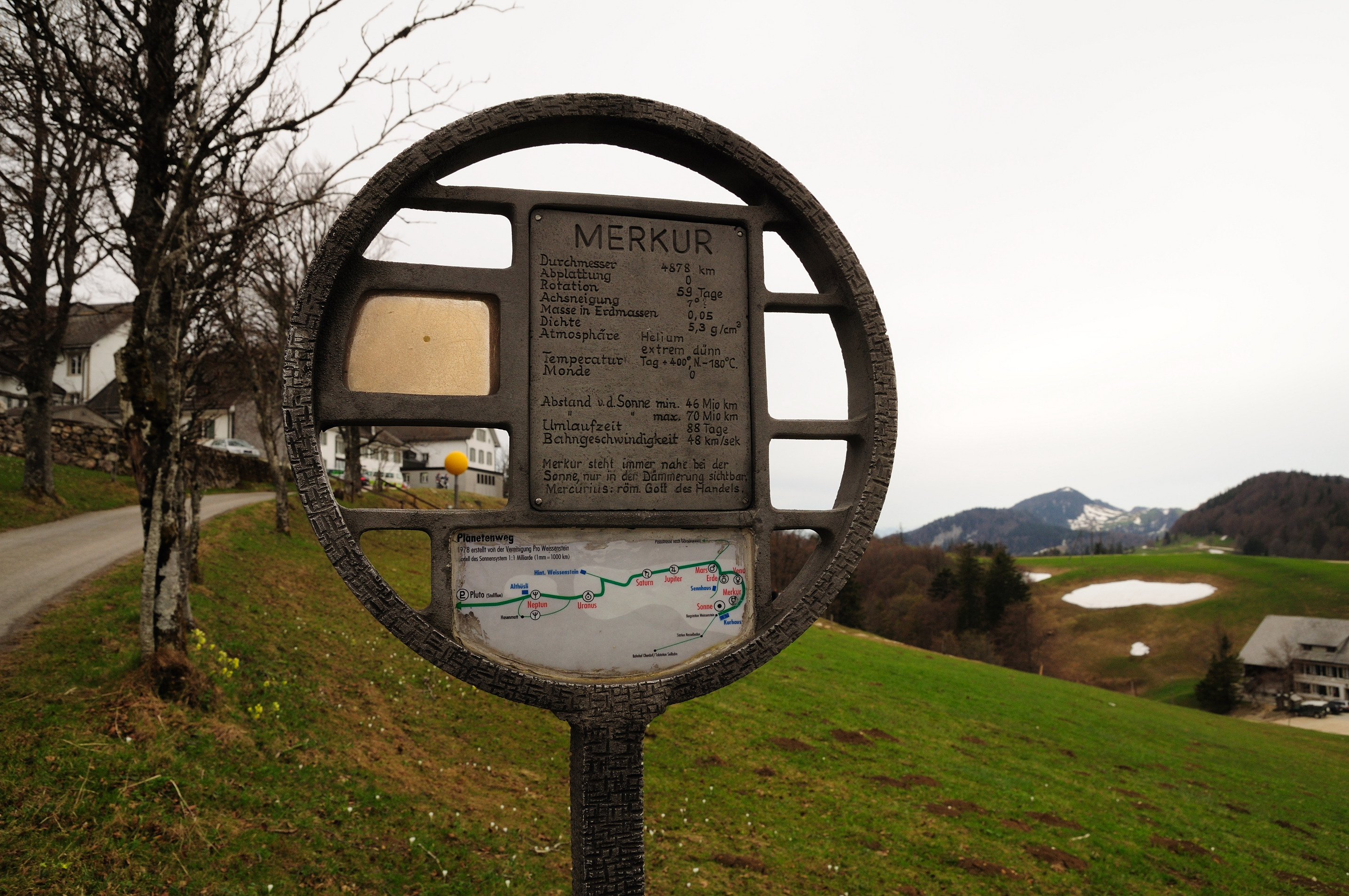
Station „Merkur“ am Planetenweg bei Solothurn

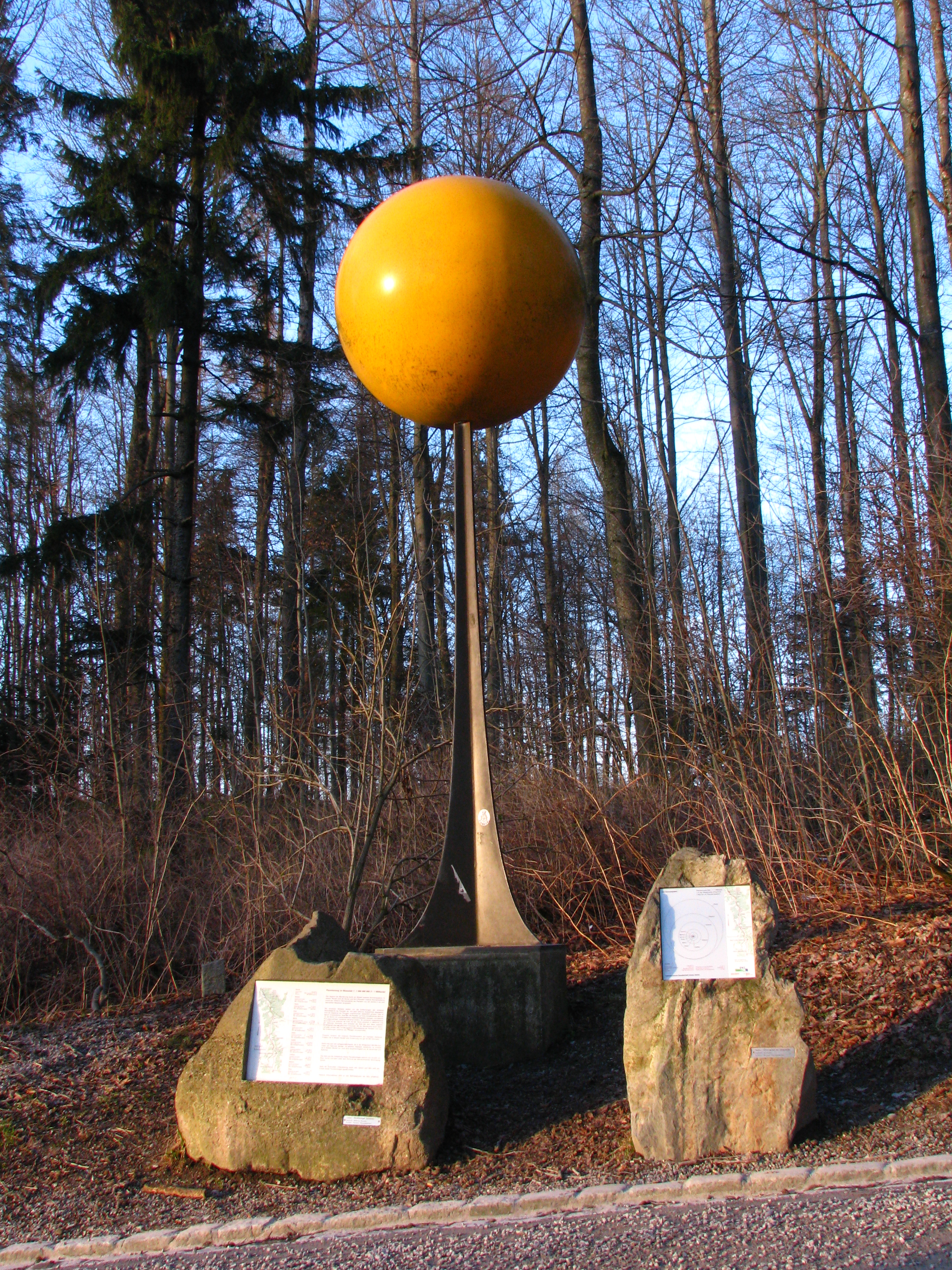
Station „Sonne“ am Planetenweg Uetliberg-Felsenegg

- Aarau AG: von Aarau (Echolinde) durch den Wald nach Kölliken; Maßstab 1:1 Mrd.
- Arosa GR: von Prätschli zur Prätschalp; Maßstab 1:2,8 Mrd.
- Bülach ZH: von der Kantonsschule Bülach bis zur Sternwarte Bülach; Maßstab 1:5 Mrd.
- Burgdorf BE: von Burgdorf bis Wynigen; Maßstab 1:1 Mrd.
- Effretikon ZH: von der Anwandelstrasse im Norden Effretikons bis zum Schloss Kyburg
- Emmen LU: Ausgangspunkt Sonne: Reussschachen Emmenbrücke (Zusammenfluss Reuss und Emme – Bus Nr. 2 bis Station Zollhaus – 5 Min. zu Fuß) / Ende Pluto: Reussbrücke in Perlen (Bus Nr. 22, Station Reussbrücke); Maßstab 1:1 Mrd.
- Falera bei Flims, GR: auf dem Wanderweg von Falera nach Larnags/Laax; Länge 1,4 km, Planetenmaßstab 1:2 Mrd., Entfernungsmaßstab 1:4 Mrd.[75]
- Klingnau AG: Tafel des Sonnensystems
- Kreuzlingen TG: Vom Bahnhof Siegershausen führt der Planetenweg Süd über eine Länge von sechs Kilometer nach Norden zu Planetarium und Sternwarte Kreuzlingen, wo er gemeinsam mit dem Planetenweg Nord, der von Konstanz kommt, endet; Maßstab 1:1 Mrd.[4]
- Landquart GR: vom Anfangswald Igis bis zur Ganda Landquart; Planetenweg 1:1.7 Mrd. , 2.6 km,
- Laufen BL BL: Rundweg mit Beginn und Ende in Laufen; Maßstab 1:1 Mrd. – mit Audioguide für Kinder und Erwachsene (QR-Code).
- Locarno TI: „Astrovia Locarno“, Sonne am Delta des Maggia-Flusses, Länge 6 km; Maßstab 1:1 Mrd.
- Marly FR: Zunächst entlang der Ärgera, dann über Chésalles und Ependes FR bis Ferpicloz[76]
- Monte Generoso TI: Ausgangspunkt: Hotel-Restaurant Vetta; Maßstab 1:10 Mrd.; Länge 600 m[77]
- Regensberg ZH: Ausgangspunkt: Parkplatz Linden, Ende: Pluto auf dem Burghorn; Maßstab 1:1 Mrd.[78]
- Ringgenberg nach Goldswil bei Interlaken, BE: Maßstab 1:1 Mrd.[79]
- St-Luc, Wallis VS: von Tignousa (Bergstation am Observatoire François-Xavier Bagnoud, 2175 m ü. M.) zum Pt. 2373 nahe Hôtel Weisshorn.[80]
- Solothurn SO: vom Weissenstein über Hasenmatt bis Grenchenberg/Stallflue; Maßstab 1:1 Mrd. (Planetenweg Weissenstein)
- St. Gallen SG: vom Botanischen Garten bis Steinach 1:1 Mrd.[81][82]
- Uetliberg (Zürich) ZH: vom Uto-Kulm bis zur Felsenegg (Albis) (Planetenweg Uetliberg–Felsenegg)
- Willisau LU: Vom Bahnhof Willisau bis nach Schötz; Maßstab 1:1 Mrd.[83]

### Dänemark
Auf Dänisch Planetstien:
- Aalborg: Maßstab 1:2 Mrd.
- Aars
- Fjerritslev: Maßstab 1:1 Mrd.
- Hvidovre: Maßstab 1:1 Mrd.
- Jels
- Lemvig: Maßstab 1:1 Mrd.

### Frankreich
- Straßburg: „Planetenweg“, Im Garten der zwei Ufer; Maßstab: 1:16 Mrd.; Länge: 281,5 m; Die Informationstafel am Ende des Weges weist darauf hin, dass in diesem Maßstab der von der Sonne nächste Stern Proxima Centauri 2450 km entfernt in der Nähe von Alexandria (Ägypten) wäre.
- La Chapelle-aux-Lys: „Das Sonnensystem“, ein Teil des „Weg zu den Sternen“; Maßstab: 1:5 Mrd.[84]
- Saint-François-de-Sales: „Planetenweg“; Maßstab: 1:4 Mrd.[85]
- Quint-Fonsegrives: „Planetenweg“, Vom Parc de la Saune entlang am Ufer der Saune; Maßstab: 1:1,4 Mrd.[86]
- Brasparts: „Riesiges Modell des Sonnensystems“; Maßstab: 1:1 Mrd.[87]
- Montagne de Lure: „Planetenweg“; Maßstab: 1:827 Mio.[88]
- Rocbaron: „Planetenweg“; Maßstab: 1:140 Mio.[89]

### Vereinigte Staaten
- Washington, D.C.: auf der National Mall vom National Air and Space Museum bis zum Smithsonian Castle; Maßstab 1:10,5 Mrd.
- Sagan Planet Walk in Ithaca (New York)[90]
- Community Solar System in Peoria (Illinois) im Maßstab 1 : 125 Mio.[91]
- Planet Trek in Madison (Wisconsin) im Maßstab 1 : 200 Mio.[92]
- Maine Solar System an der University of Maine at Presque Isle in Presque Isle, Maine, im Maßstab 1:91,7 Mio., größtes Sonnensystemmodell der westlichen Hemisphäre[93] (Lage)

### Weitere
| Bezeichnung                           | Bild                                             | Ort                                 | Staat          | Maßstab                                           | Typ        | Errichtung Einweihung    | Weitere Informationen                                                                                              |
| ------------------------------------- | ------------------------------------------------ | ----------------------------------- | -------------- | ------------------------------------------------- | ---------- | ------------------------ | --- |
| Planetenweg Sankt Vith                |                                                  | Sankt Vith                          | Belgien        |                                                   |            |                          | Länge 3 km |
| Planetenweg Bruneck                   |                                                  | Bruneck (Südtirol)                  | Italien        | Sonne im Maßstab 1:1,5 Mrd.                       |            |                          | |
| Planetenweg Karneid                   |                                                  | Gummer, Gemeinde Karneid (Südtirol) | Italien        | Sonnensystem im Maßstab 1:1 Mrd.                  |            |                          | |
| Planetenweg Schaan                    |                                                  | Schaan                              | Liechtenstein  | 1:1 Mrd.                                          |            |                          | entlang des Rheins auf dem Rheindamm zwischen Schaan und Bendern, Start (Sonne) nahe der Brücke Schaan-Buchs       |
| Planetenweg Qawra/Bugibba             | weitere Bilder                                   | Qawra/Bugibba                       | Malta          | 1 : 2,95 Mrd. (Entfernungen), 1:695 Mill. (Größe) |            | Baujahr 2007             | vom Malta National Aquarium 2 km in westlicher Richtung entlang der Strandpromenade                                |
| Planetenweg der Rooisand Desert Ranch |                                                  | Rooisand Desert Ranch               | Namibia        | 1:1,79 Mrd.                                       |            | Baujahr 2018             | zwischen der Lodge und dem Observatorium                                                                           |
| Sweden Solar System                   | Der Globen im April 2016                         | Globen-Arena, Stockholm (Lage)      | Schweden       | 1:19,62 Mio.                                      | Luftlinie  | Installationen ab 1998   | Der weltgrößte Planetenweg mit der Randstoßwelle in Kiruna – 950 km entfernt, Sonne übermaßstäblich (1:12,66 Mio.) |
| Somerset Space Walk                   | 2,6 m Sonnenmodell an der Upper Maunsel-Schleuse | Bridgwater and Taunton Canal (Lage) | Großbritannien | 1:537 Mio.                                        | Wegstrecke | Eröffnung 9. August 1997 | 22 km Treidelpfad mit Planetensets in beiden Richtungen, Pluto jeweils in Bridgwater und Taunton                   |